# Thomas Charlton
Thomas Charlton   (Savannah, 12 de juliol de 1934) és un remer estatunidenc, ja retirat, que va competir durant la dècada de 1950.
El 1956 va prendre part en els Jocs Olímpics d'Estiu de Melbourne, on guanyà la medalla d'or en la prova del vuit amb timoner del programa de rem.